# 악마 군단
《악마 군단》(영어: The Monster Squad)은 미국에서 제작된 프레드 데커 감독의 1987년 코미디 공포 영화이다. 안드레이 가워 등이 출연하였고, 조너선 A. 짐버트 등이 제작에 참여하였다.
개봉 당시엔 흥행에 실패하였고 전문가 평도 엇갈렸으나 이후 시청자층으로부터 지지를 받았으며 오늘날 컬트 영화 고전 중 하나로 여겨지고 있다.

## 줄거리
세상엔 1세기마다 선과 악의 힘이 균형을 이루는 날이 하루 찾아온다. 전 세계 선이 농축, 집결돼있어 천하무적인 주구가 이때 약해지는데, 만약 주구가 깨지면 악이 승리하게 된다. 그러나 한편으로는 이날이 시작되는 자정에 괴물들을 고성소 안으로 빨아들이는 우주 웜홀을 열 수 있다. 100년 전 전설의 괴물 사냥꾼 아브라함 반헬싱이 트란실바니아에서 숙적 드라큐라 상대로 이를 시도했으나 실패하였고, 수제자들은 미국으로 이민하여 주구를 숨겼다. 
오늘날. 유니버설 영화에 나온 괴물들을 동경하는 초등학생들 동아리인 괴물 분대(The Monster Squad)는 지휘관인 분대장 숀, 부지휘관 패트릭, 칠칠맞지 못하고 비만한 호러스, 유일한 중학생인 거친 루디, 막내 유진으로 이뤄져있다.
어느 날 숀의 어머니가 오래된 집에 사는 한 이웃이 연 알뜰 시장에서 반헬싱의 독일어 일기장을 구매해 숀에게 선물한다. 괴물 분대는 "으시시한 독일 남자"로 불리지만 실은 친절한 전 강제 수용소 죄수를 찾아가 일기 내용을 해석 받는다. 괴물 분대는 바로 다음날 자정에 선악 균형의 날이 시작되며, 주구를 찾고 반헬싱 일기장에 써있는 주문을 외워 웜홀을 연 후 괴물들을 고성소 안으로 던져넣어야만 한다는 걸 알게 된다. 
한편 드라큘라는 미라, 아가미 인간, 늑대 인간 등 이 주구를 찾아 파괴하는 일에 협력을 얻어낼 괴물들을 결집시킨다. 또한 세 여학생을 강제로 신부로 만들고, 비행 중인 노스 아메리칸 B-25 미첼에 침투하여 적재된 상자 속에 실려있던 프랑켄슈타인의 괴물을 훔쳐낸다. 하지만 프랑켄슈타인의 괴물은 드라큘라를 돕는 걸 꺼려하며 숲속을 방황하다가 늘 괴물 분대에 끼고 싶어 안달을 내는 숀의 5살 짜리 여동생 피비를 만나 친구가 되고 괴물 분대를 돕기로 한다.
주구는 반헬싱의 일기장이 발견됐던 오래된 집 안에서 몇 겹으로 보호받고 있으며, 이를 꺼내려고 안간힘을 쓰고 있는 드라큘라와 괴물들이 이 집을 점거 중이다. 괴물 분대가 잠입해 주구를 획득하고 도망치자 드라큘라는 복수로 괴물 분대 동아리방 역할을 하는 나무 위의 집을 망가뜨린다.
자정이 다가오고, 괴물 분대는 마을 성당 앞에서 최후의 결전을 벌인다. 으시시한 독일 남자가 주문은 반드시 성경험이 없는 여성이 음독해야 한다고 알려줘 패트릭의 누나 리사에게 부탁하지만 실패하면서 리사가 더 이상 처녀가 아니라는 사실만 밝혀진다. 급한대로 피비가 대신 으시시한 독일 남자가 읊는 주문을 따라 외쳐 웜홀 입구를 연다.
웜홀 입구가 괴물들을 빨아들이기 시작하고, 숀이 드라큘라에게 나무 말뚝을 박은 뒤 고성소에서 잠시 나온 반헬싱이 드라큘라를 끌어당겨 데려간다. 피비는 프랑켄슈타인의 괴물을 보내기 싫어 붙잡지만 자신이 지구에 속하지 않는다는 걸 잘 아는 프랑켄슈타인의 괴물은 피비의 손을 놓고 입구 속으로 흡입돼 사라지고 곧 문이 닫힌다.

## 출연
- 안드레이 가워 - 숀 크렌쇼 역
- 로비 카이거 - 패트릭 로즈 역
- 스티븐 막트 - 델 크렌쇼 형사, 숀과 피비의 아버지 역
- 덩컨 레게어 - 드라큘라 백작 역
- 톰 누넌 - 프랑켄슈타인의 괴물 역
- 존 그라이스 - 늑대인간 역
- 메리 엘런 트레이너 - 에밀리 크랜쇼 역
- 리어나도 치미노 - 으시시한 독일 남자 역
- 스탠 쇼 - 리치 서피어 형사 역
- 제이슨 허비 - E.J. 역
- 데이비드 프로발 - 조종사 역
- 대릴 앤더슨 - 부조종사 역

## 기타 제작진
- 공동 제작: 닐 A. 매클리스
- 배역: 페니 페리
- 미술: 앨버트 브레너
- 분장: 스탠 윈스턴
- 특수 효과: 리처드 에드런드

## 무산된 속편
2010년 플래티넘 듄스에서 속편 제작을 공식화하며 롭 코언이 연출을, 마크 건과 브라이언 건이 각본을 맡는다고 발표하였다. 그러나 2014년 플래티넘 듄스 제작자 브래드 풀러와 앤드루 폼이 속편 제작이 중단되었음을 확인해주었다.